# Рочева, Ольга Владимировна
О́льга Влади́мировна Ро́чева (4 июля 1978, Красноярск) — российская лыжница.

## Биография
Лыжными гонками начала заниматься в 10 лет. Её первым тренером стала Тамара Алексеевна Вишневская. С 1994 года Ольга Москаленко (Рочева) повышает своё спортивное мастерство в школе высшего спортивного мастерства по зимним видам спорта крайспорткомитета. В 1995 году присвоено звание мастера спорта. Ольга Рочева-Москаленко представляла клуб ВФСО «Динамо» Сыктывкар (Республика Коми).
В 1994 году стала победителем первенства России, всероссийских зимних игр, призёром Кубка Скандинавских стран, обладателем Кубка Сибири.
1995 год. На Малых зимних Европейских играх в Андорре Ольга единственная завоевала золотую медаль в составе молодёжной сборной команды России, а в эстафетной гонке заняла пятое место. 1996—1997 гг. — многократный победитель первенств России.
1998 год. На чемпионате мира среди юниоров становится обладательницей бронзовой медали в эстафетной гонке. На первенстве России завоевала золотую, серебряную и бронзовые медали.
1999 год. На Всемирной Универсиаде в Словакии стала обладательницей золотой медали.
2000 год. Финал Кубка России в Воронеже, на дистанции 5 км заняла 2-е место. На этапе Кубка мира в Италии в эстафетной гонке завоевала бронзовую медаль. Большого успеха Ольга добилась на Всемирной Универсиаде в г. Закопане (Польша), где выиграла три золотых медали: на дистанции 5 км свободным и классическим стилем, в эстафетной гонке.
2001 год. Бронзовая медаль чемпионата России на дистанции 50 км, обладатель бронзовой медали на этапе Кубка мира в Швейцарии.
2003 год. Ольга завоевала золотую медаль, пробежав 50 км на «Празднике Севера».
2004 год. Финал Кубка России. Обладатель трех медалей: золотой (спринт), серебряной (дуатлон) и бронзовой (15 км.). С 1994 по 2004 год тренером Москаленко являлся Александр Владимирович Здзярский — тренер высшей квалификационной категории. Награждена медалью Ордена «За заслуги перед Отечеством» II степени.
2005 год. На чемпионате России в Сыктывкаре и Ухте завоевала серебряные медали в спринте и на дистанции 50 км. Участвуя в составе национальной команды России на этапе Кубка мира в Германии, в командном спринте завоевала бронзовую медаль.
Участница Олимпиады 2006 году в Турине и 2010 года в Ванкувере Лучшим достижением на Олимпийских играх является шестое место в командном спринте на Олимпиаде в Турине. В 2008 году Ольга Рочева-Москаленко стала лучшей из россиянок в розыгрыше Кубка Мира, заняв 12 место.
Завершила карьеру в 2021 году.
Тренировалась под руководством Анатолия Чепалова и Василия Рочева-старшего.

## Награды и звания
- Орден «За заслуги перед Отечеством» II степени (2004)

## Личная жизнь
Ольга замужем за Анатолием Рочевым. Выпускница Красноярского государственного университета.

## Примечание
1. ↑  Насонов, Александр. Ольга Рочева приняла решение завершить карьеру. championat.com (30 марта 2021). Дата обращения: 31 января 2024. Архивировано 31 января 2024 года.